# Pidoprîhorî, Lebedîn
Pidoprîhorî (în ucraineană Підопригори) este localitatea de reședință a comunei Pidoprîhorî din raionul Lebedîn, regiunea Sumî, Ucraina.

## Demografie
Componența lingvistică a localității Pidoprîhorî
     Ucraineană (95,59%)
     Rusă (3,36%)
     Alte limbi (0,42%)
Conform recensământului din 2001, majoritatea populației localității Pidoprîhorî era vorbitoare de ucraineană (95,59%), existând în minoritate și vorbitori de rusă (3,36%).